# Церква Різдва Пресвятої Богородиці (Ангелівка)
Церква Різдва Пресвятої Богородиці в Ангелівці — парафія і храм греко-католицької громади Товстенського деканату Бучацької єпархії Української греко-католицької церкви в селі Ангелівка Чортківського району Тернопільської области.

## Історія церкви
Греко-католицька громада села була заснована 9 червня 2002 року. До цього моменту віряни відвідували богослужіння в церкві смт Товсте, а потім відправи проводили в приватному будинку.
З 2003 року богослужіння почали проводити в капличці, переобладнаній з приміщення магазину.
Кількість вірян: 1832 — ?,	1854 — 455, 1874 — 148, 1844 — 287, 1864 — 185, 1884 — 154.

## Парохи
- о. Микола Левицький ([1832]—1876+)
- о. Григорій Третьяк (1876—1877, адміністратор)
- о. Іван Левицький (1877—1893)
- о. Олексій Авдиковський (1845—1846, сотрудник)
- о. Леопольд Залеський (1852—1853, сотрудник)
- о. Олександр Зразевський (1853—1854, сотрудник)
- о. Іполит Левуцький (1854—1871, сотрудник)
- о. Олексій Залуцький (1871——1872, сотрудник)
- о. Іван Левицький (1872—1875, сотрудник)
- о. Григорій Третьяк (1875—1876, сотрудник)
- о. Іларій Сусковський (1876—1878, сотрудник)
- о. Михайло Тиндюк (1878—1879, сотрудник)
- о. Стефан Колган (1879—1883, сотрудник)
- о. Іван Стеблецький (1883—1884, сотрудник)
- о. Іван Томкевич (1884—1886, сотрудник)
- о. Петро Стефанишин (2002—2003)
- о. Любомир Романишин (з 2013).